# Pseudocheirodon
Pseudocheirodon är ett släkte av fiskar. Pseudocheirodon ingår i familjen Characidae.
Kladogram enligt Catalogue of Life:
| Pseudocheirodon | \| \| Pseudocheirodon arnoldi \| \| \| \| \| \| Pseudocheirodon terrabae \| \| \| \| |
|                 | \| \| Pseudocheirodon arnoldi \| \| \| \| \| \| Pseudocheirodon terrabae \| \| \| \| |
|                 | Pseudocheirodon arnoldi                                                              |
|                 |                                                                                      |
|                 | Pseudocheirodon terrabae                                                             |
|                 |                                                                                      |